# Raiffeisenbank Hohenems
Die Raiffeisenbank Hohenems ist eine österreichische Genossenschaftsbank. Die Regionalbank hat ihren Sitz in Hohenems. Ihr Marktgebiet umfasst Hohenems, die jüngste Stadt Vorarlbergs. 

## Struktur
Die Raiffeisenbank Hohenems ist ein Allfinanzinstitut und bietet Finanzlösungen für Privatpersonen und Unternehmen. Die Regionalbank ist als Genossenschaftsbank organisiert. Daher gehört sie den Mitgliedern der Bank, die entsprechende Geschäftsanteile zeichnen. Mitglieder sind zumeist Privatpersonen aus der Region und Kunden der Bank. Sie sind in der Generalversammlung, dem höchsten Gremium der Bank, stimmberechtigt. Aktuell zählt die Raiffeisenbank Hohenems rund 3.000 Mitglieder.
Die Raiffeisenbank Hohenems ist gemeinsam mit den weiteren Vorarlberger Raiffeisenbanken Eigentümerin der Raiffeisenlandesbank Vorarlberg. Zusammen mit den anderen sieben Raiffeisenlandesbanken Österreichs ist diese Mehrheitseigentümerin der Raiffeisen Bank International AG.

## Geschichte
Franz Michael Felder, Wendelin Rädler und Johann Kohler versuchten Ende des 19. Jahrhunderts die Idee der Selbsthilfe von Friedrich Wilhelm Raiffeisen in Vorarlberg zu etablieren. Hierfür wurden in vielen Ortschaften Sparvereine gegründet. Diese Waren- und Kreditgenossenschaften wurden vornehmlich als Selbsthilfeorganisationen für Landwirtschaft ins Leben gerufen. Am 17. Juni 1894 war die erste konstituierende Vollversammlung und somit auch die Gründung des Raiffeisencassa-Vereins in Hohenems. Damals begann Altbürgermeister Josef A. Waibel, als Initiator zur Gründung des Raiffeisencassa-Vereins mit dem ersten Kassalokal in seiner Wohnung in der Judenschule. Bald wurde diese zu klein und die Kassa übersiedelte in die Volksschule. Aufgrund der steigenden Nachfrage zog der Cassa-Verein weiter in den Gasthof „Löwen“ bis dann 1952 das neue Kassagebäude in der Schillerallee 3 eröffnet wurde. 
Beim Bau eines Eigentum-, Wohn- und Geschäftsgebäudes in der Nibelungenstraße wurde dann 1969 im neuen Siedlungsgebiet Herrenried die erste Filiale eröffnet.